# Stetharasa exarmata
Stetharasa exarmata är en insektsart som beskrevs av Montealegre-z. och G.K. Morris 1999. Stetharasa exarmata ingår i släktet Stetharasa och familjen vårtbitare. Inga underarter finns listade i Catalogue of Life.